# BSA B25-serie
De BSA B25-serie was een serie 250cc-motorfietsen die het Britse merk BSA uit Birmingham produceerde van 1967 tot 1971.

## Voorgeschiedenis
BSA had al in 1938 met de 250cc-BSA C10 met zijklepmotor de basis gelegd voor de BSA C-serie. In 1939 volgde al de BSA C11 met kopklepmotor en na de BSA C12 volgde in 1958 de BSA C15. Die kreeg een nieuwe, veel modernere unit constructionmotor (met geïntegreerde versnellingsbak) en een nieuwe boring / slagverhouding van 67 × 70 mm. Ze kreeg ook een nieuw semi-dubbel wiegframe met middenbok en een buis aan de rechterkant van de cilinder waarin de stoterstangen zaten. De cilinder was nog van gietijzer, maar de cilinderkop van aluminium. Er kwamen niet minder dan vijftien modellen met de aanduiding "C15". Enkele machines werden vergroot tot 421 cc en daarmee werd Jeff Smith twee keer wereldkampioen motorcross in de 500cc-klasse. Dat succes leidde weer tot de 441cc-BSA B44-serie, maar de C15 stond ook aan de basis van de 350cc-BSA B40-serie. De C15 moest het halverwege de jaren zestig opnemen tegen behoorlijke concurrentie. Met zijn 20 pk was hij geen partij voor de 24pk-sterke Honda CB 72 Super Sport, maar de Suzuki T20 leverde zelfs 29 pk en de Kawasaki A1 250 Samurai 31 pk. 

### BSA B25 in het verleden
Van 1936 tot 1939 had BSA al eens een model met de naam "B25" geproduceerd. Dat was de BSA B25 Competition, een 350cc-trialmotor.

## BSA B25 Starfire (1967-1970) / C25 Barracuda (1967)
| BSA C25 Barracuda |
| De BSA Fleetstar was vooral bedoeld voor grote klanten als politie en posterijen. Vandaar de diepe spatborden.                      |
| Een van de zeer zeldzame exemplaren van de B25 Woodsman.                                                                            |
| De B25 Woodsman leefde voort als Triumph TR25W Trophy, waarbij de "W" stond voor "Woodsman". Ze werd gebouwd bij BSA in Birmingham. |
| BSA B25T Victor Trail. |

BSA besloot de C15 nog een keer op te waarderen met een nieuw kleurenschema en een sterkere motor. Dat resulteerde in 1967 eigenlijk in twee nieuwe modellen: de C15 Starfire en de B25 Starfire, die alleen in dit eerste jaar in de Verenigde Staten C25 Barracuda zou heten. De C15 Starfire was hierbij het toermodel, de B25 Starfire/C25 Barracuda het sportmodel. De machine miste chroom op de tank, die lichtblauw/crèmekleurig was, maar dat werd ruimschoots goedgemaakt met de verchroomde koplamp en spatborden. De machine had een fiberglas-9,1liter-tank, die in 1968 werd vervangen door een 11,4liter-exemplaar

### Motor
Het grootste verschil met de voorgangers zat in de geheel nieuwe motor. Nog steeds een dwarsgeplaatste luchtgekoelde staande eencilinder met een boring van 67 mm en een slag van 70 mm, maar naast de cilinderkop was nu ook de cilinder zelf van aluminium met een gietijzeren cilindervoering. De koelribben waren hoekiger geworden en door grotere kleppen in combinatie met de nieuwe Amal Concentric-carburateur, een sportnokkenas en een compressieverhouding van 10:1 leverde dat een vermogen van 26 pk bij 7.250 toeren per minuut op. Met de komst van de P34-modellen in 1970 werd het vermogen verlaagd naar 22,5 pk. De krukas was uit één stuk gesmeed en kreeg nu kogellagers, terwijl het big-end-lager (krukas-drijfstang) juist een glijlager werd. De krukas kreeg ook twee vliegwielen om een trillingvrije motorloop te krijgen. De stoterstangen hadden geen aparte tunnel meer, maar waren in cilinder en cilinderkop ingegoten. 

### Transmissie
Op het linker uiteinde van de krukas zat de 12V-wisselstroomdynamo en het tandwiel voor de primaire transmissie. Die verliep via een duplexketting naar de meervoudige natte plaatkoppeling naar de voetgeschakelde vierversnellingsbak. De secundaire transmissie verliep via een normale ketting. 

### Rijwielgedeelte
Het semi-dubbel wiegframe was eigenlijk ontwikkeld voor de C15-wedstrijdmodellen, maar profiteerde ook van de ervaringen opgedaan met de B44-serie. Het had een enkele voorbuis vanaf het balhoofd, die zich voor het motorblok in tweeën splitste. Het werd later ook gebruikt voor de B50-serie. Voor zat een telescoopvork met in- en uitgaande demping en achter twee Girling-veer/demperelementen. De machine had twee 7inch-trommelremmen. Aanvankelijk had ze in het voorwiel een halve naaf-simplexrem, die in 1968 werd vervangen door een volle naaf-simplexrem en in 1969 door een duplexrem. 

## BSA B25FS Fleetstar (1969-1970)
Nadat de BSA C15 Starfire in 1968 uit productie was gegaan, kwam de BSA B25FS Fleetstar als nieuw toermodel, vooral voor "fleet"-klanten zoals de politie en de posterijen. De compressieverhouding werd verlaagd tot 8,5:1 waardoor het vermogen daalde naar 21 pk. Vanwege het functionele gebruik kon de Fleetstar worden voorzien van een kofferset, beenschilden of een stroomlijnkuip. 

## BSA B25S Starfire (1969-1971)
In een poging te verkopen wat op te krikken werd alleen voor de Amerikaanse markt de B25S Starfire uitgebracht. Veel verschil was er niet, maar door de omhooggebogen swept back-uitlaat kreeg de machine een sportiever scrambler-uiterlijk. 

## BSA B25 Woodsman (1968)
De B25 Woodsman verscheen in 1968 om ook de niet-Amerikaanse klanten een scrambler-achtige machine met omhooggebogen uitlaat te bieden. De productie eindigde al na 10 exemplaren, maar ze bleef feitelijk voortbestaan als Triumph TR25W Trophy.

## P34-project
Het "Project P34" in 1970 was de fabriekscode voor de vernieuwing van twee series: de B25-serie en de BSA B44-serie, wat zou leiden tot de BSA B50-serie. Voor de 250cc-modellen waren wel wat veranderingen nodig, want op het gebied van betrouwbaarheid hadden de machines geen goede naam. Daarom kwam er een aantal verbeteringen. De drijfstang werd verstevigd, wat een nieuwe krukas noodzakelijk maakte. De oliepomp, gemaakt van een zinklegering, sleet snel waardoor de druk daalde. Zij werd vervangen een gietijzeren pomp. Er kwam een nieuw full flow-oliefilter en het vermogen werd teruggebracht naar 22,5 pk. Het raakvlak tussen cilinder en cilinderkop werd vergroot en er kwam een nieuwe koppakking. Net als bij de B44 werd de olie nu in de bovenbuis van het frame meegevoerd. De koppeling werd verbeterd. De achterste bevestigingslussen voor de motor werden vergroot om het frame ook geschikt te maken voor de 500cc-B50. 

## BSA B25SS Gold Star 250 (1971)
De BSA B25SS Gold Star 250 verscheen in 1971 als allroad, zowel in Europa als in de Verenigde Staten. De Britse versies kenmerkten zich door het langere voorspatbord, toen nog nodig vanwege de verplichte voorste kentekenplaat. De machine kreeg een stalen tank en 18inch-wielen.

## BSA B25T Victor Trail (1971)
De BSA B25T Victor Trail verscheen ook in 1971, maar als offroad. De meeste onderdelen waren gelijk aan die van de B25SS Gold Star 250, maar de tank was van aluminium en ze had 20inch-wielen.

## Triumph-modellen
Triumph was net als Ariel eigendom van Jack Sangster. Die verkocht Ariel tijdens de Tweede Wereldoorlog aan BSA en in 1951 volgde ook Triumph. In tegenstelling tot Associated Motor Cycles, waar de merken AJS en Matchless veelal identieke motorfietsen met verschillende logo's produceerden, bleven de merken binnen de BSA-groep hun eigen gezicht behouden. Ze waren min of meer concurrenten binnen hetzelfde bedrijf. Toen het eind jaren zestig steeds slechter ging met de Britse motorfietsindustrie, kon men dat niet meer volhouden. Toen Triumph een opvolger zocht voor de 200cc-Triumph T20 Tiger Cub was de BSA B25 een makkelijke en goedkope oplossing. De Triumph TR25W Trophy verscheen in 1968 en was afgeleid van de BSA B25 Woodsman. De "W" verwees daar ook naar. De tank was echter van fiberglas. De machine had een hoger stuur en een omhooggebogen uitlaat aan de rechterkant. Ze werd ook niet bij Triumph in Meriden gebouwd, maar bij BSA in Small Heath. 
De Triumph T25T Trail Blazer was de BSA B25T Victor Trail met andere logo's en de Triumph T25T Trail Blazer was vrijwel identiek aan de BSA B25SS Gold Star.

## Einde productie
Na 1971 verdwenen alle 250cc-modellen. Triumph en BSA hadden met de 750cc-BSA Rocket 3/Triumph Trident een vergeefse poging ondernomen om tegenstand te bieden aan de Honda CB 750 en in de lichte klassen was de concurrentie uit Japan en Europa zo mogelijk nog sterker. In 1971 probeerde men nog wel een nieuw 350cc-model te ontwikkelen, dat als BSA Fury en als Triumph Bandit op de markt zou moeten komen, maar dat gebeurde niet. In 1972 werden de 500cc-B50, de 650cc-A65 en de 750cc-Rocket 3 nog geproduceerd, maar in 1973 kwam er niets meer uit de fabriek in Small Heath. De laatste verplichtingen aan de Europese importeurs werden ingevuld door enkele honderden Triumph TR6 Trophy's te voorzien van een BSA-logo en als BSA T65 Thunderbolt te verkopen. 

## Technische gegevens
| BSA                    | B25 Starfire                         | C25 Barracuda                       | B25FS Fleetstar                     | B25S Starfire                           | B25 Woodsman                        | B25SS Gold Star 250                 | B25T Victor Trail                   |
| ---------------------- | ------------------------------------ | ----------------------------------- | ----------------------------------- | --------------------------------------- | ----------------------------------- | ----------------------------------- | ----------------------------------- |
| Periode                | 1967-1970                            | 1967                                | 1969-1970                           | 1969-1971                               | 1968                                | 1971                                | 1971                                |
| Categorie              | Sport                                | Sport                               | Toer                                | Scrambler                               | Terrein                             | Allroad                             | Terrein                             |
| Motortype              | Stoterstangen kopklepmotor           | Stoterstangen kopklepmotor          | Stoterstangen kopklepmotor          | Stoterstangen kopklepmotor              | Stoterstangen kopklepmotor          | Stoterstangen kopklepmotor          | Stoterstangen kopklepmotor          |
| Bouwwijze              | Dwarsgeplaatste staande eencilinder  | Dwarsgeplaatste staande eencilinder | Dwarsgeplaatste staande eencilinder | Dwarsgeplaatste staande eencilinder     | Dwarsgeplaatste staande eencilinder | Dwarsgeplaatste staande eencilinder | Dwarsgeplaatste staande eencilinder |
| Koeling                | Lucht                                | Lucht                               | Lucht                               | Lucht                                   | Lucht                               | Lucht                               | Lucht                               |
| Boring                 | 67 mm                                | 67 mm                               | 67 mm                               | 67 mm                                   | 67 mm                               | 67 mm                               | 67 mm                               |
| Slag                   | 70 mm                                | 70 mm                               | 70 mm                               | 70 mm                                   | 70 mm                               | 70 mm                               | 70 mm                               |
| Cilinderinhoud         | 246,8 cc                             | 246,8 cc                            | 246,8 cc                            | 246,8 cc                                | 246,8 cc                            | 246,8 cc                            | 246,8 cc                            |
| Carburateur(s)         | Amal Concentric 928/20               | Amal Concentric 928/20              | Amal Concentric 928/20              | Amal Concentric 928/20                  | Amal Concentric 928/20              | Amal Concentric 928/20              | Amal Concentric 928/20              |
| Smeersysteem           | Dry-sumpsysteem                      | Dry-sumpsysteem                     | Dry-sumpsysteem                     | Dry-sumpsysteem                         | Dry-sumpsysteem                     | Dry-sumpsysteem                     | Dry-sumpsysteem                     |
| Compressieverhouding   | 10:1                                 | 10:1                                | 8,5:1                               | 10:1                                    | 10:1                                | 10:1                                | 10:1                                |
| Max. Vermogen          | 26 pk bij 7.250 tpm in 1970: 22,5 pk | 26 pk bij 7.250 tpm                 | 21 pk                               | 26 pk bij 7.250 tpm vanaf 1970: 22,5 pk | 26 pk bij 7.250 tpm                 | 22,5 pk                             | 22,5 pk                             |
| Topsnelheid            | 135 km/uur                           | 135 km/uur                          | 135 km/uur                          | 135 km/uur                              | 135 km/uur                          | 135 km/uur                          | 135 km/uur                          |
| Primaire aandrijving   | Duplexketting                        | Duplexketting                       | Duplexketting                       | Duplexketting                           | Duplexketting                       | Duplexketting                       | Duplexketting                       |
| Koppeling              | Meervoudige natte plaat              | Meervoudige natte plaat             | Meervoudige natte plaat             | Meervoudige natte plaat                 | Meervoudige natte plaat             | Meervoudige natte plaat             | Meervoudige natte plaat             |
| Versnellingen          | 4                                    | 4                                   | 4                                   | 4                                       | 4                                   | 4                                   | 4                                   |
| Secundaire aandrijving | Ketting                              | Ketting                             | Ketting                             | Ketting                                 | Ketting                             | Ketting                             | Ketting                             |
| Rijwielgedeelte        | Semi-dubbel wiegframe                | Semi-dubbel wiegframe               | Semi-dubbel wiegframe               | Semi-dubbel wiegframe                   | Semi-dubbel wiegframe               | Semi-dubbel wiegframe               | Semi-dubbel wiegframe               |
| Voorvork               | Telescoopvork                        | Telescoopvork                       | Telescoopvork                       | Telescoopvork                           | Telescoopvork                       | Telescoopvork                       | Telescoopvork                       |
| Achtervork             | Swingarm                             | Swingarm                            | Swingarm                            | Swingarm                                | Swingarm                            | Swingarm                            | Swingarm                            |
| Remmen                 | Trommelremmen                        | Trommelremmen                       | Trommelremmen                       | Trommelremmen                           | Trommelremmen                       | Trommelremmen                       | Trommelremmen                       |
| Tankinhoud             | 9,1 liter, vanaf 1968: 11,4 liter    | 9,1 liter                           | 13,5 liter                          | 13,5 liter                              | 9,1 liter                           | 9,1 liter                           | 9,1 liter                           |
| Rijklaar gewicht       | 131,5 kg                             | 131,5 kg                            | 131,5 kg                            | Onbekend                                | Onbekend                            | 130,2 kg                            |                                     |
| Voorganger             | Starfire                             | C25 Barracuda                       | FS Fleetstar                        | S Starfire                              | Woodsman                            | SS Gold Star 250                    | T Victor Trail                      |
| Triumph-model          | Geen                                 | Geen                                | Geen                                | Geen                                    | TR25W Trophy                        | T25SS Trail Blazer SS               | T25T Trail Blazer                   |